# Euxestus parkii
Euxestus parkii là một loài bọ cánh cứng trong họ Cerylonidae. Loài này được Wollaston miêu tả khoa học năm 1858.